# Work Song (альбом Нета Еддерлі)
Work Song — студійний альбом американського джазового корнетиста Нета Еддерлі, випущений у 1960 році лейблом Riverside.

## Опис
Work Song став майже класичним альбомом Нета Еддерлі. Еддерлі використовує корнет-віолончель-гітару для соло за участі Сема Джонса і Веса Монтгомері, разом з ритм-секцією з піаністом Боббі Тіммонсом, Персі Гітом або Кітером Беттсом на контрабасі і ударником Луї Гейзом. Альбом містить ранню версію найвідомішого хіта Еддерлі «Work Song». Також гурт виконує «Sack O' Woe» Кеннонболла Еддерлі. На чотирьох композиціях використані невеликі гурти, Тіммонс відсутній на «My Heart Stood Still», на якій Кітер Беттс грає на віолончелі і Джонс на контрабасі; на «Mean to Me» Нету акомпанують Монтгомері, Беттс і Гейз; дві балади («I've Got a Crush on You» і «Violets for Your Furs») інтерпретовані тріо Еддерлі-Монтгомері-Джонс. Тут Еддерлі знаходиться у своїй найкращій формі і грає доволі лірично.

## Список композицій
1. «Work Song» (Нет Еддерлі) — 4:15
2. «Pretty Memory» (Боббі Тіммонс) — 3:54
3. «I've Got a Crush on You» (Джордж Гершвін, Айра Гершвін) — 2:53
4. «Mean to Me» (Фред Е. Алерт, Рой Терк) — 4:59
5. «Fallout» (Нет Еддерлі) — 4:51
6. «Sack of Woe» (Джуліан Еддерлі) — 4:24
7. «My Heart Stood Still» (Річард Роджерс, Лоренц Гарт) — 5:40
8. «Violets for Your Furs» (Том Адейр, Метт Денніс) — 3:47
9. «Scrambled Eggs» (Сем Джонс) — 3:20

## Учасники запису
- Нет Еддерлі — корнет
- Вес Монтгомері — гітара
- Боббі Тіммонс — фортепіано (1, 2, 5, 6, 9)
- Сем Джонс — контрабас, віолончель
- Кітер Беттс — контрабас, віолончель
- Персі Гіт — контрабас
- Луї Гейз — ударні

Технічний персонал
- Оррін Кіпньюз — продюсер, текст
- Джек Хіггінс — інженер [запис]
- Лоуренс Н. Шустак — фотографія [обкладинка і фотографії вкладиша]
- Гарріс Левайн, Кен Брейрен, Пол Бейкон — дизайн [обкладинка]